# One Shot 1987
One Shot 1987 - Le più belle canzoni dell'anno! è l'ottava raccolta di canzoni degli anni '80, pubblicata in Italia dalla Universal Music Italia srl su CD (catalogo 024 9 84109 5) nel 2006, appartenente alla serie One Shot 'aaaa', che fa parte della più vasta collana denominata One Shot.

## Il disco
Raggiunge la posizione numero 23 nella classifica degli album in Italia, risultando il 181° più venduto durante il 2006.
Le versioni proposte sono tutte rimasterizzazioni digitali a 24 bit delle edizioni originali.

## Tracce
Il primo è l'anno di pubblicazione del singolo, il secondo quello dell'album; altrimenti coincidono.

### CD 1
1. Black – Wonderful Life – 4:47 (Colin Vearncombe) – 1987
2. Johnny Hates Jazz – I Don't Want to Be a Hero – 3:27 (Clark Datchler) – 1987, 1988
3. Living in a Box – Living in a Box – 3:02 (Steve Pigott, Anthony Critchlow, Marcus Vere) – 1987
4. Rick Astley – Never Gonna Give You Up – 3:31 (Mike Stock, Matt Aitken, Pete Waterman) – 1987
5. Spagna – Easy Lady – 4:51 (testo: Ivana Spagna – musica: Ivana Spagna, Giorgio Spagna, Alfredo 'Larry' Pignagnoli) – 1986, 1987
6. Mandy Smith – I Just Can't Wait – 3:23 (Mike Stock, Matt Aitken, Pete Waterman) – 1987, 1988
7. Level 42 – Running in the Family – 3:57 (testo: Phil Gould – musica: Wally Badarou, Mark King) – 1987
8. Fine Young Cannibals – Good Thing (single version) – 3:23 (testo: Roland Gift – musica: David Steele) – 1989, 1988
9. INXS – Need You Tonight – 3:03 (Andrew Farriss, Michael Hutchence) – 1987
10. Hue and Cry – Labour of Love – 4:26 (Gregory Kane, Patrick Kane) – 1987
11. Curiosity Killed the Cat – Misfit – 4:03 (Tobias Andersen, Ben Volpeliere-Pierrot, Julian Brookhouse, Nicholas Thorp, Miguel Drummond) – 1986, 1987
12. Was (Not Was) – Walk the Dinosaur – 3:37 (David Was, Don Was, Randy Jacobs) – 1987, 1988
13. ABC – The Night You Murdered Love – 4:52 (Martin Fry, Mark White) – 1987
14. Pepsi & Shirlie – Heartache – 3:35 (Tambi Fernando, Iris Fernando, Wayne Brown) – 1986, 1987
15. Breakfast Club – Right on Track (feat. Jocelyn Brown) – 4:17 (Daniel Gilroy, Stephen Bray) – 1987
16. Sabrina Salerno – Boys (Summertime Love) (single version) – 3:39 (testo: Claudio Cecchetto, Malcolm Charlton – musica: Matteo Bonsanto, Roberto Rossi) – 1987
17. Erasure – Sometimes – 3:38 (Vince Clarke, Andy Bell) – 1986, 1987
18. Bruce & Bongo – Geil – 4:01 (Bruce Hammond Earlam) – 1986
19. Chris de Burgh – The Lady in Red – 4:16 (Chris de Burgh) – 1986

Durata totale: 73:48

### CD 2
1. Mory Kanté – Yeke Yeke (single version) – 3:59 (Mory Kanté) – 1987, 1988
2. Elli Medeiros – A Bailar Calypso – 4:35 (Ramuntcho Matta, Elli Medeiros) – 1987
3. Tracy Spencer – Run to Me (single version) – 3:42 (testo: Graziano Pegoraro – musica: Ray Foster, Romano Bais, Pier Michele Bozzetti) – 1986, 1987
4. Bros – When Will I Be Famous? (single version) – 3:59 (Nicky Graham, Tom Watkins) – 1987, 1988
5. Nick Kamen – Loving You Is Sweeter Than Ever – 3:45 (Stevie Wonder, Ivy Hunter) – 1987
6. Tiffany – I Think We're Alone Now – 3:45 (Ritchie Cordell) – 1987
7. Boy George – Everything I Own (single version) – 3:55 (David Gates) – 1987
8. Gino Vannelli – Wild Horses – 4:39 (Gino Vannelli, Roy Freeland) – 1987
9. Suzanne Vega – Luka – 3:52 (Suzanne Vega) – 1987
10. John Hiatt – Have a Little Faith in Me – 4:01 (John Hiatt) – 1987
11. Swing Out Sister – Surrender (album version) – 3:55 (Andy Connell, Corinne Drewery, Martin Jackson) – 1987
12. Prince – U Got The Look – 3:48 (Prince Rogers Nelson) – 1987
13. Joe Cocker – Unchain My Heart – 5:03 (Bobby Sharp, Teddy Powell) – 1987
14. Starship – Nothing's Gonna Stop Us Now (in Mannequin) – 4:25 (Albert Hammond, Diane Warren) – 1987
15. T'Pau – China in Your Hand (single version) – 3:59 (Carol Decker, Ronald Rogers) – 1987
16. Terence Trent D'Arby – Wishing Well – 3:31 (testo: Terence Trent D'Arby – musica: Terence Trent D'Arby, Sean Oliver) – 1987
17. Bryan Ferry – The Right Stuff – 4:21 (Brian Ferry, Johnny Marr) – 1987
18. Eric B. & Rakim – Paid in Full - Seven Minutes of Madness (Coldcut remix) – 7:08 (Eric Barrier, William Griffin) – 1987

Durata totale: 76:22